# کشورهای کمترتوسعه‌یافته

کشورهای کمترتوسعه‌یافته (تعیین شده توسط سازمان ملل در سال ۲۰۲۳)
کشورهای کمتر توسعه‌یافته سابق

کشورهای کمترتوسعه‌یافته یا کشورهای توسعه‌نیافته (Least Developed Countries یا LDCs) کشورهایی‌اند که طبق گزارش سازمان ملل متحد تنها به توسعه‌های بسیار ناچیزی در زمینه‌های اجتماعی-اقتصادی دست یافته‌اند. تعیین مصداق برای معیار توسعه یافتگی همواره مورد بحث بوده است، اما به‌طور کلی معیارهای اقتصادی معمولاً شاخص اصلی کشورهای توسعه یافته بوده است. برای مثال، میزان سرانه درآمد یکی از مهم‌ترین معیارها است، و بنابراین، کشورهایی که دارای نرخ تولید ناخالص داخلی پایینی هستند، توسعه نیافته محسوب می‌شوند.
معیار مهم اقتصادی دیگر، میزان صنعتی بودن کشور است. یکی دیگر از معیارهایی که اخیراً مورد توجه قرار گرفته، شاخص توسعه انسانی می‌باشد. این شاخص، معیارهای اقتصادی نظیر درآمد را با امری همچون میزان امید زندگی و سطح آموزش عمومی ترکیب می‌کند. به این ترتیب، کشورهایی که دارای نمرهٔ پایینتری در شاخص توسعه انسانی هستند، توسعه نیافته محسوب می‌شوند.
به این دلیل که محصور در خشکی بودن کشورها زیان‌های بسیاری بر توسعهٔ آنها دارد، بیشتر کشورهای توسعه‌نیافته در میان کشورهای در حال توسعه محصور در خشکی هم هستند. از این کشورها می‌توان افغانستان و نپال را نام برد.
سه کشور زیمبابوه، غنا و پاپوآ گینه نو نیز دارای شرایط توسعه‌نیافتگی می‌باشند ولی افزوده شدن به این فهرست را نپذیرفته‌اند.
از میان ۵۴ کشور آفریقایی، تنها ۱۶ کشور از زمان آغاز نویسش فهرست هرگز دارای شرایط کشورهای توسعه‌نیافته به‌شمار نیامده‌اند.

## فهرست کشورها
۳۲ کشور در آفریقا، ۸ کشور در آسیا، ۳ کشور در اقیانوسیه و ۱ کشور در قاره آمریکا به عنوان کشورهای کمتر توسعه‌یافته طبقه‌بندی می‌شوند.
فهرست «کشورهای کمترتوسعه‌یافته» بر اساس طبقه‌بندی سازمان ملل همراه برخی از کشورهایی که در کشورهای در حال توسعه محصور در خشکی و کشورهای در حال توسعه جزیره‌ای کوچک وجود دارند، تعیین می‌شوند:
آفریقا
- آنگولا
- بنین
- بورکینافاسو[۲]
- بوروندی[۲]
- جمهوری آفریقای مرکزی[۲]
- چاد[۲]
- کومور[۳]
- جمهوری دموکراتیک کنگو
- جیبوتی
- اریتره
- اتیوپی[۲]
- گینه
- گینه بیسائو
- لسوتو[۲]
- لیبریا
- ماداگاسکار
- مالاوی[۲]
- مالی[۲]
- موریتانی
- موزامبیک
- نیجر[۲]
- رواندا[۲]
- سنگال
- سیرالئون
- سومالی
- سودان جنوبی[۲]
- سودان
- تانزانیا
- گامبیا
- توگو
- اوگاندا[۲]
- زامبیا[۲]

قاره آمریکا
- هائیتی

آسیا
- افغانستان[۲]
- بنگلادش[۴]
- کامبوج
- تیمور شرقی[۳]
- لائوس[۲]
- میانمار
- نپال[۲]
- یمن

اقیانوسیه
- کیریباتی[۳]
- جزایر سلیمان[۳]
- تووالو[۳]

### کشورهای خارج شده از فهرست
سه معیار (دارایی‌های انسانی، آسیب‌پذیری اقتصادی و درآمد سرانه ناخالص ملی) توسط کمیته سیاست توسعه هر سه سال یکبار ارزیابی می‌شود. کشورها باید دو مورد از سه معیار را در دو بررسی سه ساله متوالی داشته باشند تا برای خروج از فهرست در نظر گرفته شوند. کمیته سیاست توسعه توصیه‌های خود را برای تأیید به شورای اقتصادی و اجتماعی سازمان ملل متحد ارسال می‌کند.
پس از شروع رده کشورهای کمتر توسعه‌یافته، ۸ کشور مستقل به وضعیت کشور در حال توسعه صعود کردند و دیگر در گروه «کشورهای کمتر توسعه یافته» دسته‌بندی نمی‌شوند:
- پادشاهی سیکیم در ۱۹۷۵ (الحاق به هند)[۶][۷]
- بوتسوانا در دسامبر ۱۹۹۴[۸]
- کیپ ورد در دسامبر ۲۰۰۷[۸]
- مالدیو در ژانویه ۲۰۱۱[۸]
- ساموآ در ژانویه ۲۰۱۴[۹]
- گینه استوایی در ژوئن ۲۰۱۷[۱۰]
- وانواتو در دسامبر ۲۰۲۰[۳][۱۱]
- بوتان (کشور) در دسامبر ۲۰۲۳[۱۲][۱۳]
- سائوتومه و پرنسیپ در دسامبر ۲۰۲۴[۱۴]

### کشورهایی که به‌زودی انتظار می‌رود که از فهرست خارج شوند
- بنگلادش، دو بار، یک بار در ۲۰۱۸ و بار دیگر در ۲۰۲۱، این معیارها را برآورده کرد. این کشور به دلیل دنیاگیری کووید-۱۹، در نوامبر ۲۰۲۶، یعنی دو سال پس از اینکه قرار بود از فهرست خارج شود، رسماً از وضعیت کشورهای کمتر توسعه‌یافته، خارج خواهد شد.[۱۵]
- لائوس[۱۶] و نپال تا نوامبر ۲۰۲۶؛ نپال، برای خروج از فهرست، توسط کشورهای در حال توسعه، در سال ۲۰۱۸، انتخاب شد. با این حال، مقامات نپال، درخواست کردند که خروج از فهرست را تا ۲۰۲۱ به تعویق بیندازند[۱۷]و بعداً دوباره، پنج سال دیگر تا نوامبر ۲۰۲۶ به تعویق انداخته شد.[۱۸]
- جزایر سلیمان در دسامبر ۲۰۲۷[۱۹]
- کامبوج، کومور، جیبوتی، سنگال و زامبیا در ۲۰۲۷[۲۰][۱۹]
- رواندا، اوگاندا و تانزانیا، برای نخستین بار، در طول سال‌های ۲۰۲۳ تا ۲۰۲۴، معیارهای خروج را برآورده کردند. آنها می‌توانند در ۲۰۲۷ خارج شوند.[۲۱][۲۲][۲۳]
- آنگولا که انتظار می‌رفت در سال ۲۰۲۱ خارج شود، به دلیل مشکلات اقتصادی و وابستگی آن به کالا، دوره مقدماتی خروج آن، سه سال تمدید شد[۲۴] و پس از آن دوباره در دسامبر ۲۰۲۳، بدون تعیین زمان خاصی به تعویق افتاد.[۲۵]